# Hubert Skrzypczak
Hubert Skrzypczak (polonès: Hubert Zenon Skrzypczak)  (Wejherowo, 29 de setembre de 1943) és un boxejador polonès, ja retirat, que va competir durant les dècades de 1960 i 1970.
El 1968 va prendre part en els Jocs Olímpics d'Estiu de Ciutat de Mèxic, on guanyà la medalla de bronze en la categoria del pes minimosca del programa de boxa. En semifinals va perdre contra el coreà Jee Yong-ju.
En el seu palmarès també destaca un campionat nacional del pes mosca, el 1970, així com dos campionats d'Europa, el 1965 i 1967. Durant la seva carrera esportiva va disputar 243 combats, amb 208 victòries, 3 empats i 32 derrotes.